# Batakachaur
Batakachaur (en népalais : बाटाकाचौर) est un comité de développement villageois du Népal situé dans le district de Baglung. Au recensement de 2011, il comptait 3 859 habitants.